# Polyalthia decora
Polyalthia decora Diels – gatunek rośliny z rodziny flaszowcowatych (Annonaceae Juss.). Występuje endemicznie we wschodniej części Madagaskaru. 

## Morfologia
PokrójZimozielony krzew dorastające do 4–5 m wysokości.
LiścieMają eliptyczny kształt. Mierzą 8–11 cm długości oraz 2,5–3,5 cm szerokości. Nasada liścia jest rozwarta. Blaszka liściowa jest o spiczastym wierzchołku. Ogonek liściowy jest owłosiony i dorasta do 2–5 mm długości.
KwiatySą pojedyncze, rozwijają się w kątach pędów. Działki kielicha mają trójkątny kształt i dorastają do 5–6 mm długości. Płatki mają podłużnie lancetowaty kształt i zieloną barwę z brązowoczerwonym odcienie u podstawy, osiągają do 16 mm długości. Kwiaty mają liczne różowe pręciki i owłosione owocolistki.
OwocePojedyncze mają kształt od jajowatego do prawie kulistego, zebrane w owoc zbiorowy. Są nagie, osadzone na szypułkach. Osiągają 6 mm średnicy. Mają czerwoną barwę.

## Biologia i ekologia
Rośnie w lasach.